# Безукладников, Пётр Вольфрамович
Пётр Вольфрамович Безукладников (род. 9 октября 1959 года, Львов, СССР) — российский бизнес-менеджер, в 2006—2009 годах — генеральный директор крупнейшей инжиниринговой компании России ОАО «Группа Е4».

## Образование
В 1982 окончил факультет молекулярной и химической физики Московского физико-технического института.
В 1980—1992 — научный сотрудник Тихоокеанского института биоорганической химии ДВО РАН, кандидат химических наук.

## Профессиональная деятельность
- 1990—1992 гг. — заместитель председателя Советского районного Совета народных депутатов Владивостока.
- 1992—1994 гг. — заместитель председателя фонда имущества Владивостока
- 1994 г. — председатель комитета по управлению муниципальным имуществом Владивостока, заместитель главы администрации города.
- 1995—1996 гг. — заместитель гендиректора по финансам и экономике ОАО «ТУРНИФ» (Владивосток, рыбная промышленность).
- 1996—1998 гг. — председатель комитета по управлению муниципальным имуществом Владивостока, заместитель мэра, куратор ЖКХ.
- 1998—2000 гг. — вице-президент страховой компании ЗАО «Пирамида».
- 2000—2001 гг. — начальник отдела реструктуризации и реализации стратегических программ департамента корпоративной стратегии РАО «ЕЭС России».
- 2002—2003 гг. — первый заместитель начальника департамента корпоративной стратегии РАО «ЕЭС России», ответственный за разработку стратегии реорганизации АО-энерго.
- 2003—2004 гг. — Генеральный директор представительства РАО «ЕЭС России» по управлению акционерными обществами Северо-Западной части РФ.
- 2004—2006 гг. — Генеральный директор ООО «ENEL ESN Energo» — управляющая компания ОАО «Северо-Западной ТЭЦ» в г. Санкт-Петербурге и контролируется крупнейшей итальянской энергетической корпорацией Enel.
- Июнь 2006 — сентябрь 2009 гг.- генеральный директор ОАО «Группа Е4».
- С сентября 2009 года занимает должность исполнительного вице-президента, директора департамента электроэнергетики бизнес-единицы «ТЭК» ОАО АФК «Система».